# 特爾戈維什特
特爾戈維什特（羅馬化：Tǎrgovište，意為「市場」）是保加利亞的一個城市，人口四萬六千人，海拔170公尺，也是特爾戈維什特州的首府。它位於索菲亞東北方339公里，舒門西方41公里，大普雷斯拉夫西北方25公里，奧莫爾塔格東北方24公里，大特爾諾沃東北方100公里，拉茲格勒南方36公里，波波沃東南方35公里。它是一個古老的市集聚落。 
十八、十九世紀特爾戈維什特成為一個著名的動物和手工藝品的交易市場，當時名為Eski-Djumaia。二戰以後工業開始發展，先有汽車電池及食品工業用機械的生產，接著還發展了家具工業及紡織工業。保加利亞最大的葡萄酒工廠之一位在此地。這裡也是一個文化重鎮。2000年時，古羅馬市鎮Missionis的遺址在特爾戈維什特附近發現。

## 外部連結
- https://web.archive.org/web/20060821224921/http://www.targovishte.bg/ - 特爾戈維什特市的官方網站
- http://www.tshte.net （页面存档备份，存于） - 特爾戈維什特的第一家網路服務供應商
- https://web.archive.org/web/20160304171213/http://creative.linia.net/ - 特爾戈維什特風情畫，由當地的一間攝影暨網站設計公司製作